# Diriamba
Diriamba – miasto w Nikaragui, w departamencie Carazo; 57 542 mieszkańców (2005). Przemysł spożywczy.